# Os Dedos da Morte
The Beast with Five Fingers (prt: Os Dedos da Morte; bra: Os Dedos da Morte, ou A Mão Decepada) é um filme estadunidense de 1946, dos gêneros suspense e terror, dirigido por Robert Florey, com roteiro de Curt Siodmak baseado no conto "The Beast with Five Fingers", de William Fryer Harvey, publicado em 1919 na revista The New Decameron.
Foi o último filme de Peter Lorre para a  Warner Brothers.[carece de fontes?] A peça para piano mostrada no filme é uma adaptação para ser tocada por mão esquerda pelo pianista do estúdio Victor Aller de uma composição de Johann Sebastian Bach.[carece de fontes?]
Este filme teria uma refilmagem em 1981, dirigida por Oliver Stone: The Hand.[carece de fontes?]

## Elenco
- Robert Alda ..... Bruce Conrad
- Andrea King ..... Julie Holden
- Peter Lorre ..... Hilary Cummins
- Victor Francen ..... Francis Ingram
- J. Carrol Naish ..... comissário Ovidio Castanio
- Charles Dingle ..... Raymond Arlington
- John Alvin ..... Donald Arlington
- David Hoffman ..... Duprex

## Sinopse
Em 1916, numa mansão num vilarejo italiano, o proprietário milionário e paralisado do lado direito do corpo Francis Ingram é assistido pela enfermeira Julie e pelo secretário Hilary. Hilary é obcecado pela biblioteca de Ingram, acreditando que ali estão segredos antigos. O milionário morre em um acidente e deixa todos seus bens para Julie. Mas Arlington, o irmão de Ingram que veio da Inglaterra para a leitura do testamento, quer anular o documento acusando a enfermeira Julie de negligente ao não impedir o acidente e pretende levar todos os bens da casa para aquele país, para a raiva de Hilary. Duprex, um advogado desonesto, acha que a anulação será fácil, mas naquela noite ele aparece morto com o pescoço estrangulado. As pessoas na casa começam a acreditar que o assassino é o fantasma de Ingram, mais precisamente sua mão esquerda, após a descoberta da violação do corpo do milionário, que teve aquele membro cortado e desaparecido.[carece de fontes?]